# منتخب اليابان لكرة الطائرة
منتخب اليابان لكرة الطائرة هو ممثل اليابان الرسمي في رياضة كرة الطائرة.